# Claytonia cordifolia
Claytonia cordifolia är en källörtsväxtart som beskrevs av S. Wats. Claytonia cordifolia ingår i släktet vårskönor, och familjen källörtsväxter. Inga underarter finns listade i Catalogue of Life.

## Bildgalleri

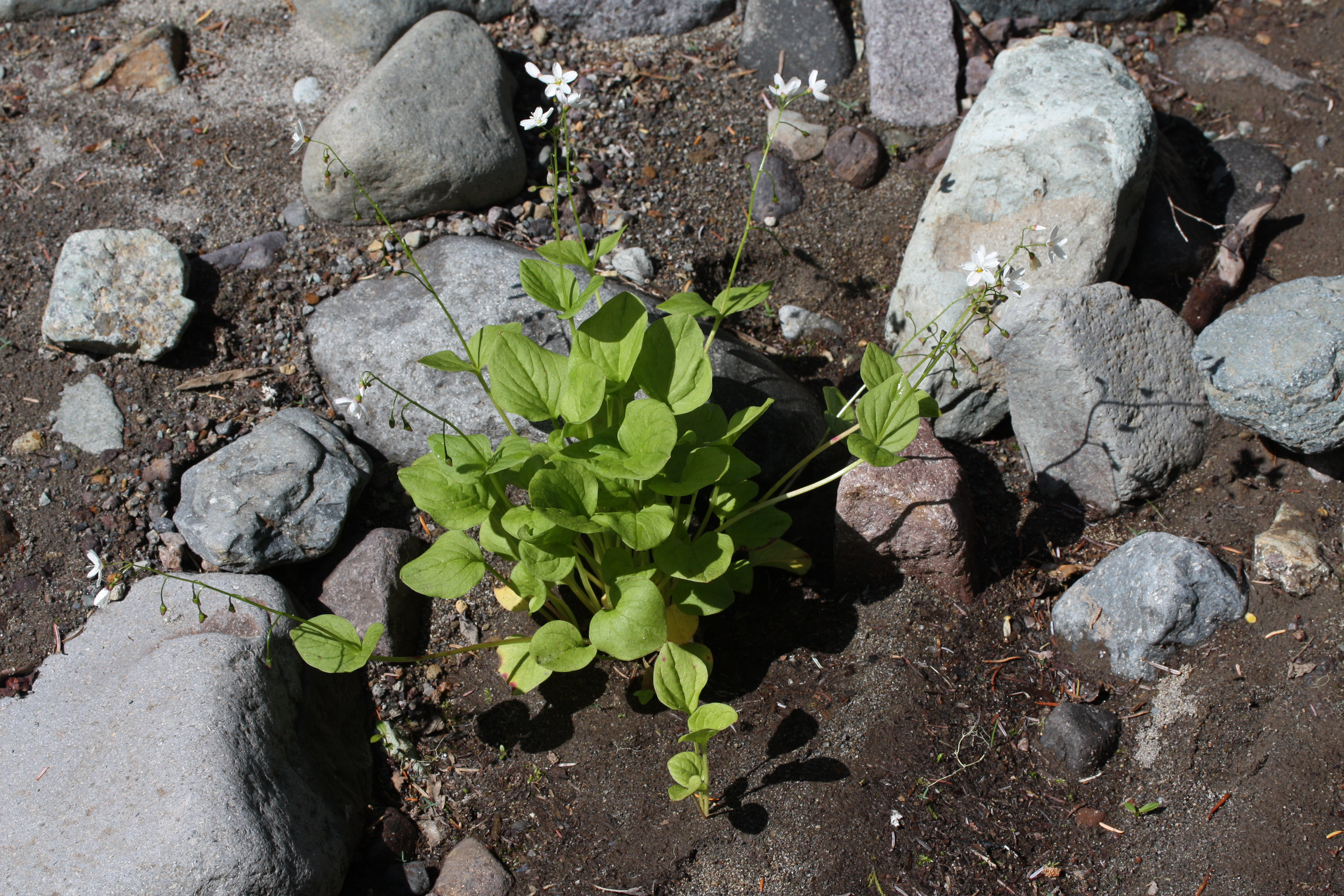
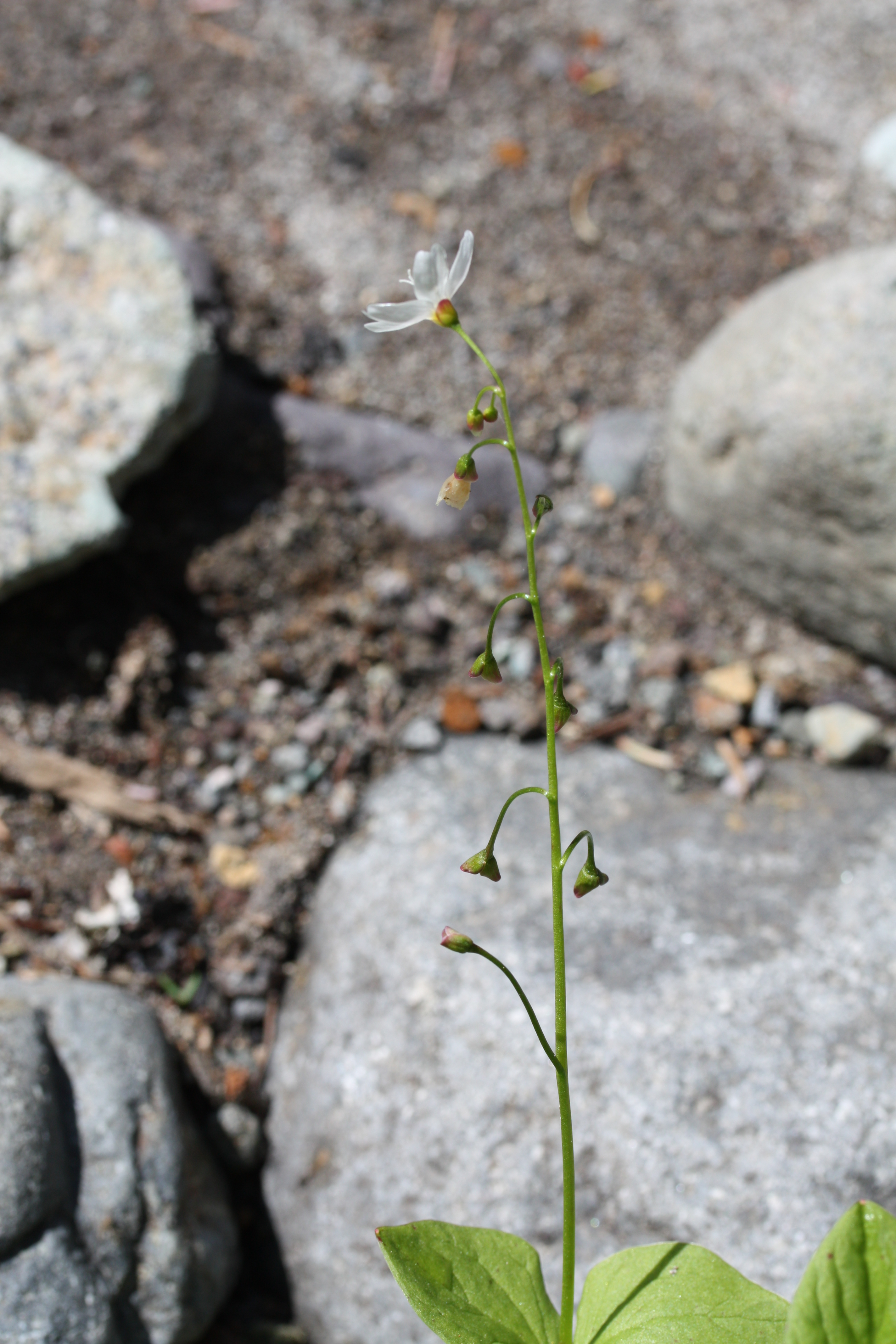
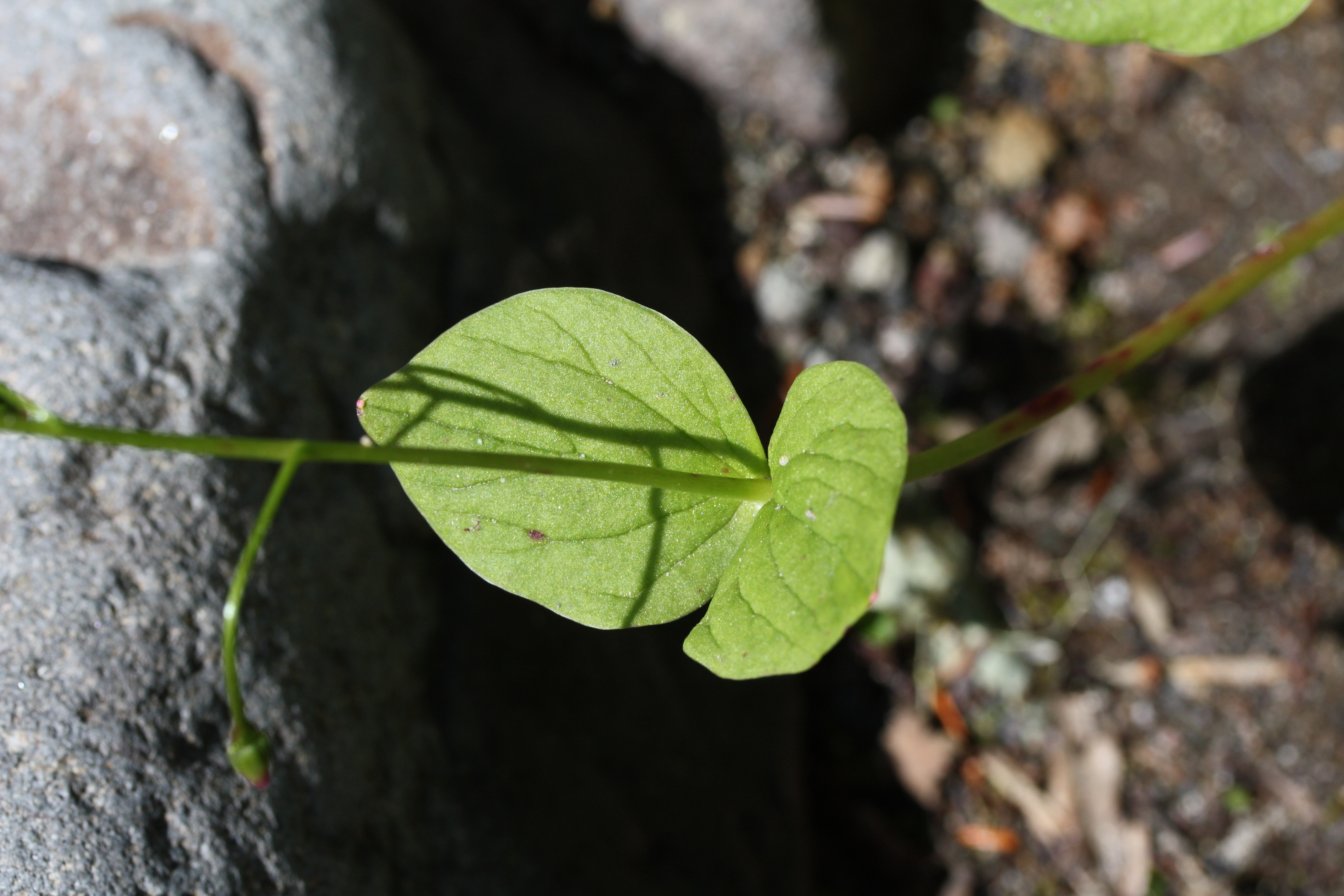
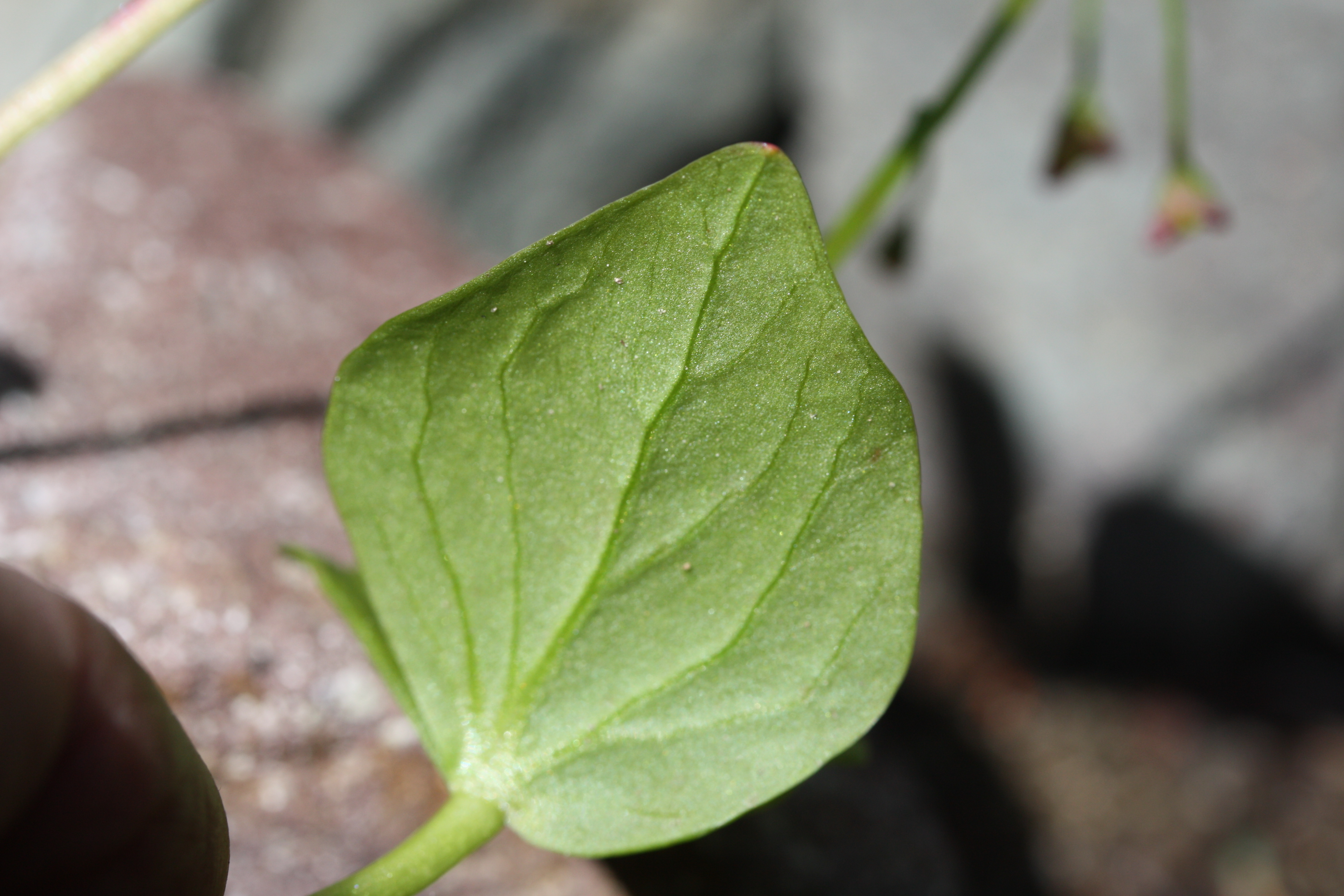
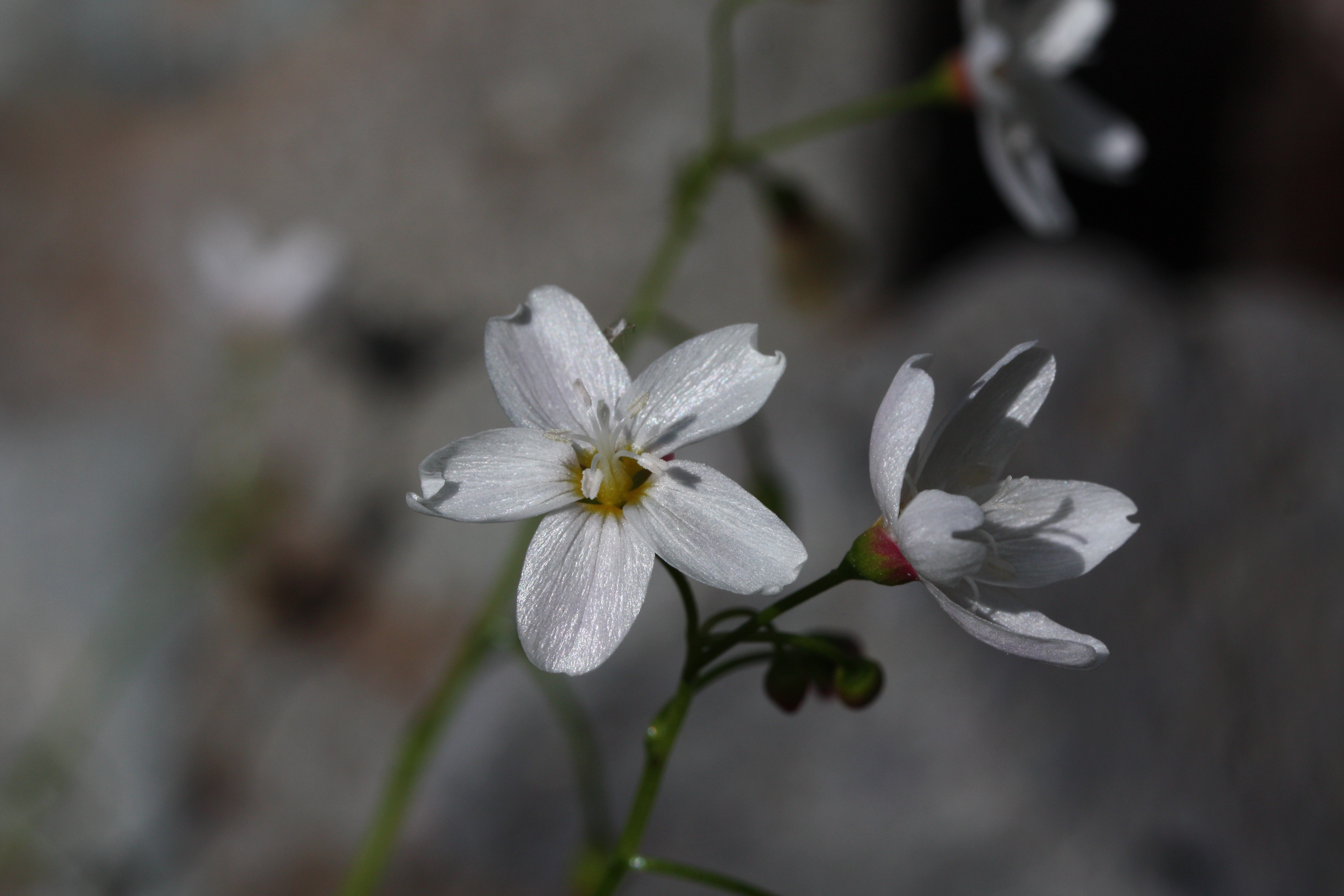
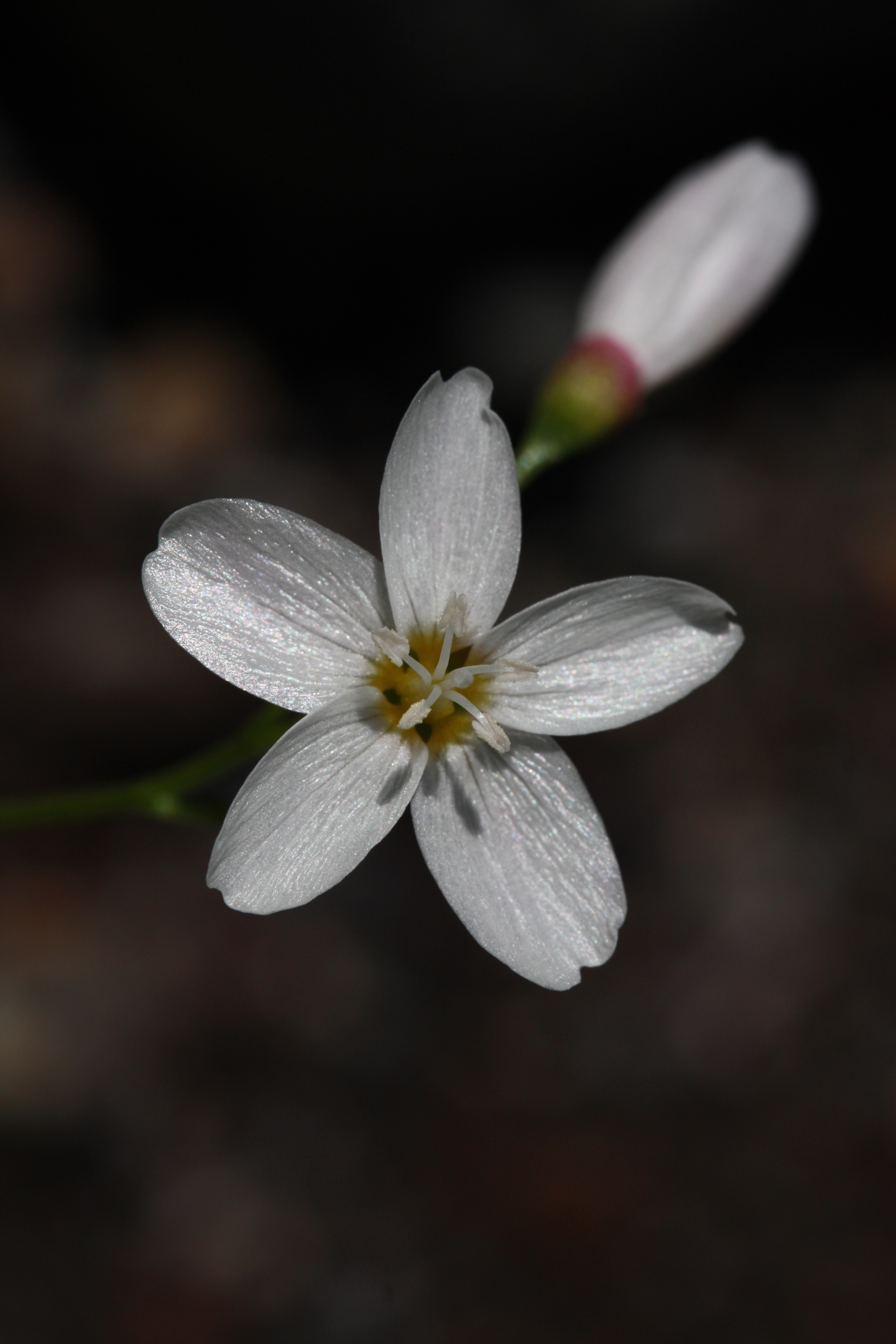